# Руська (притока Дністра)
Ру́ська (Ру́дка) — річка в Україні, в межах Кам'янець-Подільського району Хмельницької області. Ліва притока Дністра (басейн Чорного моря). 

## Опис
Довжина 15 км. Площа водозбірного басейну 55,3 км². Долина у верхів'ях порівняно неглибока, місцями заболочена, нижче — вузька і глибока, V-подібна, місцями каньйоноподібна. Є кілька ставків (у верхів'ях). 

## Розташування
Руська (Рудка) бере початок у селі Подільське. Тече на південь, у пониззі робить кілька крутих поворотів — на захід, південь і південний схід. Впадає до Дністра (у Дністровське водосховище) на південний схід від села Колодіївки. 
Над річкою розташовані села: Подільське і Каштанівка (частково). У пригирловій частині річки колись існували села Теремці, Нефедівці, Бакота.